# Hirotoki Onozawa

a Compétitions nationales et continentales officielles uniquement.

b Matchs officiels uniquement.
Hirotoki Onozawa (小野澤 宏時, Onozawa Hirotoki), né le 29 mars 1978 à Shimada (Japon), est un joueur de rugby à XV japonais. Il a joué avec l'équipe du Japon entre 2001 et 2013, évoluant au poste d'ailier ou d'arrière (1,80 m pour 86 kg). Considéré comme le meilleur ailier nippon de l'histoire avec Daisuke Ohata, il est aussi le deuxième joueur des Brave Blossoms à avoir été le plus sélectionné (81).

## Carrière

### En club
- 1996-2000 : Chūō University RFC  Japon
- 2000-2014 : Suntory Sungoliath (Top League)  Japon
- Depuis 2014 : Canon Eagles (Top League)  Japon

Après une saison 2013-2014 marquée par de multiples blessures et face à la concurrence de la jeunesse nippone émergente Hirotoki Onozawa décide, à l'âge de 36 ans, de quitter Suntory Sungoliath après 14 ans bons et loyaux services. Il s'engage alors dans la foulée avec l'ambitieux club des Canon Eagles, promu en Top League en 2012.

### En équipe nationale
Il a obtenu sa première cape internationale le 17 juin 2001 à l’occasion d’un match contre l'équipe du pays de Galles à Tokyo et sa dernière cape le 8 juin 2013, également contre l'équipe du pays de Galles, à Osaka.
 Hirotoki Onozawa a disputé trois fois la Coupe du monde lors des éditions 2003, 2007 et 2011 pour un total de 12 matchs (record national).
Il est l'un des meilleurs marqueurs de tous les temps.

## Palmarès

### En club
- Vainqueur de la Top League en 2002, 2003, 2008, 2012 et 2013
- Finaliste de la Top League en 2007, 2011 et 2014
- Vainqueur du All-Japan Championship en 2001, 2002, 2011, 2012 et 2013
- Finaliste du All-Japan Championship en 2003, 2008 et 2009
- Vainqueur de la Top ligue Est A en 2000, 2001 et 2002
- Vainqueur de la Microsoft Cup en 2008
- Finaliste de la Microsoft Cup en 2006 et 2007

### En équipe nationale
- Vainqueur du Pacific Nations Cup en 2011
- Vainqueur du Tournoi asiatique des Cinq Nations en 2008, 2009, 2011, 2012 et 2013
- Vainqueur du Championnat d'Asie des nations en 2004 et 2006

### Personnel
- Record du nombre d'essais marqués en Top League (108)[3]
- Record du nombre de matchs disputés en Coupe du monde avec l'équipe du Japon (12)
- 2e joueur le plus sélectionné avec l'équipe du Japon (81) (dépassé par Hitoshi Ono le 30 mai 2014)
- 2e meilleur marqueur d'essais avec l'équipe du Japon (55)
- 5e meilleur marqueur d'essais en match international (55)

## Statistiques en équipe nationale
- 81 sélections (73 fois titulaire, 8 fois remplaçant)
- 275 points (55 essais)
- Sélections par année : 3 en 2001, 4 en 2002, 10 en 2003, 4 en 2004, 8 en 2005, 2 en 2006, 8 en 2007, 8 en 2008, 7 en 2009, 4 en 2010, 10 en 2011, 8 en 2012, 5 en 2013

En Coupe du monde :
- 2003 : 4 sélections (Écosse, France, Fidji, États-unis)
- 2007 : 4 sélections (Australie, Fidji, pays de Galles, Canada)
- 2011 : 4 sélections (France, Nouvelle-Zélande, Tonga, Canada)